# Stygophrynus moultoni
Stygophrynus moultoni är en spindeldjursart som beskrevs av Gravely 1915. Stygophrynus moultoni ingår i släktet Stygophrynus och familjen Charontidae. Inga underarter finns listade i Catalogue of Life.